# Sheridan Downey
Sheridan Downey (11 de marzo de 1884-25 de octubre de 1961) fue un abogado y senador demócrata estadounidense por California entre 1939 y 1950.